# 凱斯滕

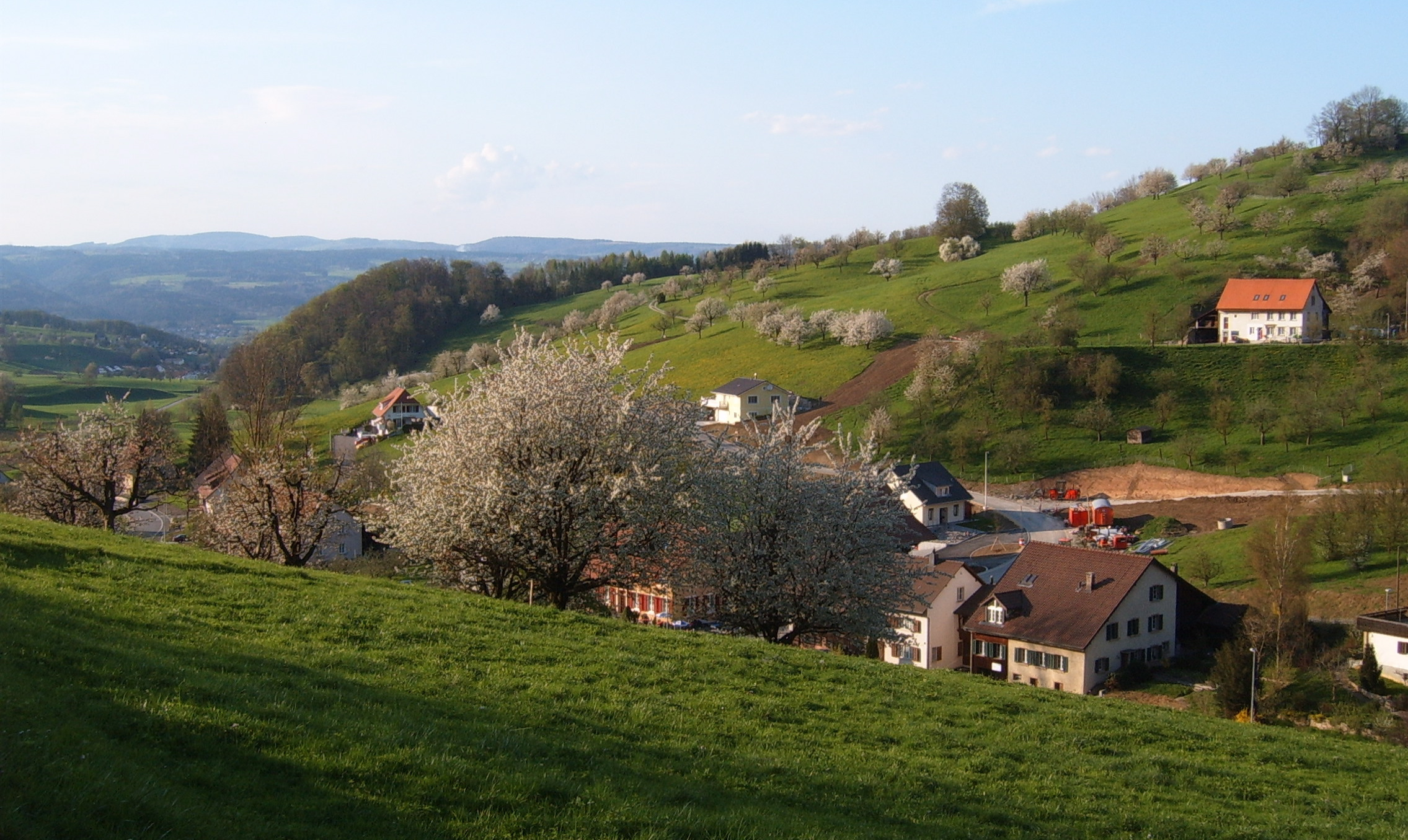

凱斯滕是瑞士的城鎮，位於該國北部，由阿爾高州負責管轄，面積18.08平方公里，海拔高度335米，2012年人口2,549，六成人口信奉羅馬天主教，人口密度每平方公里141人。